# 北須賀 (成田市)
北須賀（きたすか）は、千葉県成田市の大字。郵便番号286-0006。

## 地理
北は印旛沼、北東は船形、東は八代、南東は船形、下方、南は印西市平賀干拓、南西は印西市山田干拓二区、西は印西市吉高干拓に隣接している。

### 地価
住宅地の地価は、2014年（平成26年）1月1日の公示地価によれば、北須賀字大坂162番外の地点で1万1600円/m2となっている。

## 世帯数と人口
2017年（平成29年）10月31日現在の世帯数と人口は以下の通りである。
| 大字   | 世帯数  | 人口  |
| ------ | ------- | ----- |
| 北須賀 | 210世帯 | 567人 |

## 小・中学校の学区
市立小・中学校に通う場合、学区は以下の通りとなる。
| 地域 | 小学校             | 中学校           |
| ---- | ------------------ | ---------------- |
| 全域 | 成田市立公津小学校 | 成田市立西中学校 |

## 施設
- 北須賀青年館
- 印旛沼漁業協同組合養漁場
- 甚兵衛機場
- 公津支区甚兵衛機場事務室
- 甚兵衛供養堂
- 鷲宮神社
- 根山神社
- 白旗神社
- 水神社
- 勝福寺

## 交通

### 道路
- 国道
  - 国道464号
    - 甚兵衛大橋

  - 北千葉道路